# آندریاس پروچاسکا
آندریاس پروچاسکا (آلمانی: Andreas Prochaska؛ زادهٔ ۳۱ دسامبر ۱۹۶۴) کارگردان و تدوینگر اهل اتریش است. از آثار مهمش در مقام کارگردان دره تاریک را می‌توان نام برد.